# Marian Bolesławicz
Marian Bolesławicz vel Marian Fornal  (ur. 6 sierpnia 1890 w Rzeszowie, zm. 9 stycznia 1980 w Londynie) – pułkownik artylerii Wojska Polskiego II Rzeczypospolitej i Polskich Sił Zbrojnych, kawaler Orderu Virtuti Militari, w 1962 roku mianowany przez Prezydenta RP na uchodźstwie honorowym generałem brygady.

## Życiorys
Marian Bolesławicz urodził się w rodzinie Zygmunta Fornala. 8 czerwca 1912 roku złożył ustny egzamin maturalny w  c.k. I Gimnazjum w Rzeszowie. W tym samym roku rozpoczął studia na filozoficzne i prawnicze na Uniwersytecie Jagiellońskim w Krakowie. Był członkiem Związku Walki Czynnej i Związku Strzeleckiego (od 1912) w rodzinnym mieście. Pełnił funkcje instruktora i zastępcy komendanta ZS w Rzeszowie. W 1914 został powołany do cesarskiej i królewskiej armii .
15 sierpnia 1914 roku został przeniesiony do Legionów Polskich. Początkowo służył jako dowódca kompanii w półbatalionie Mariana Kukiela. 26 września 1914 roku został przeniesiony do 1 pułku piechoty, a 15 listopada tego roku do II dywizjonu 1 pułku artylerii . Dowodził 2 baterią haubic i dywizjonem. 26 maja 1915 roku został awansowany na podporucznika, a 1 grudnia tego roku na porucznika. W lipcu 1917 roku, po kryzysie przysięgowym, wcielony został do cesarskiej i królewskiej armii. W październiku 1918 roku leczył się w wojskowym szpitalu w Zakopanem, gdzie 31 października t. r. dowodził akcją rozbrajania Austriaków.
W listopadzie 1918 roku został przyjęty do Wojska Polskiego i mianowany szefem artylerii Dowództwa Okręgu Generalnego „Kraków”. W styczniu 1919 roku został awansowany na kapitana. W kwietniu tego roku przeniesiony został do Warszawy na identyczne stanowisko w Dowództwie Okręgu Generalnego „Warszawa”. We wrześniu tego roku oddelegowany został do dowództwa Armii gen. Hallera, a w następnym miesiącu do Ministerstwa Spraw Wojskowych. 2 stycznia 1920 roku rozpoczął naukę w Wojennej Szkole Sztabu Generalnego. W kwietniu tego roku, w czasie trwającej wojny z bolszewikami, skierowany został na front. Pełnił służbę w dowództwie 4 Armii i Dowództwie Etapu na Ukrainie, a od sierpnia w Dowództwie Artylerii Obrony Warszawy. Po zakończeniu działań wojennych kontynuował studia wojskowe.

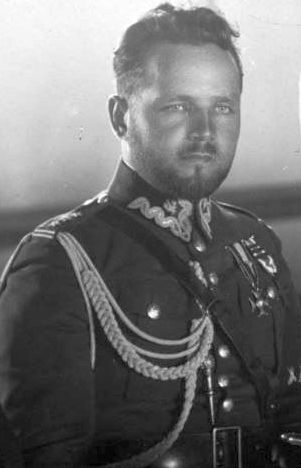
Płk Marian_Bolesławicz

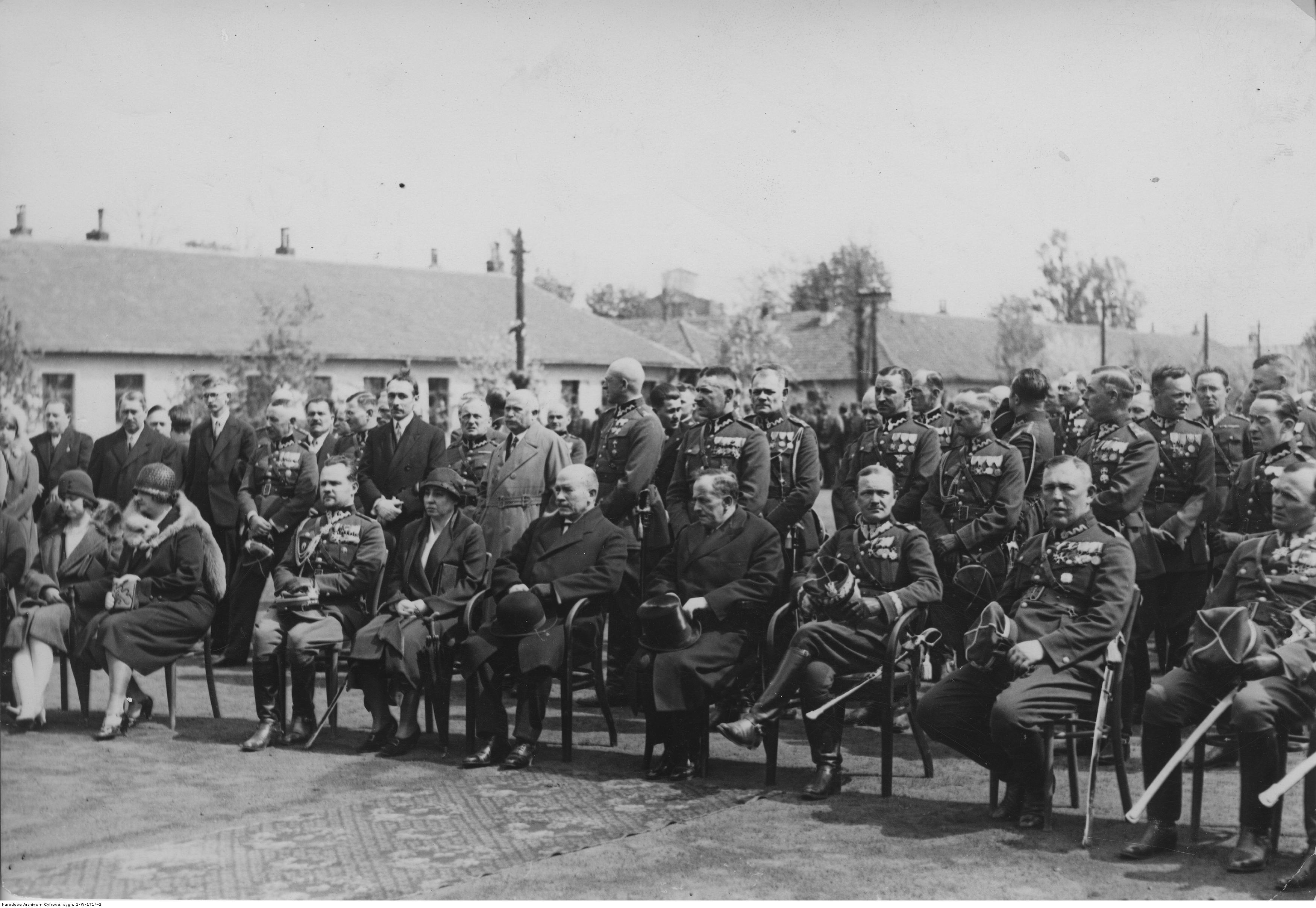
Święto 5 bsap w Krakowie – płk Marian Bolesławicz siedzi 3. z lewej; maj 1929

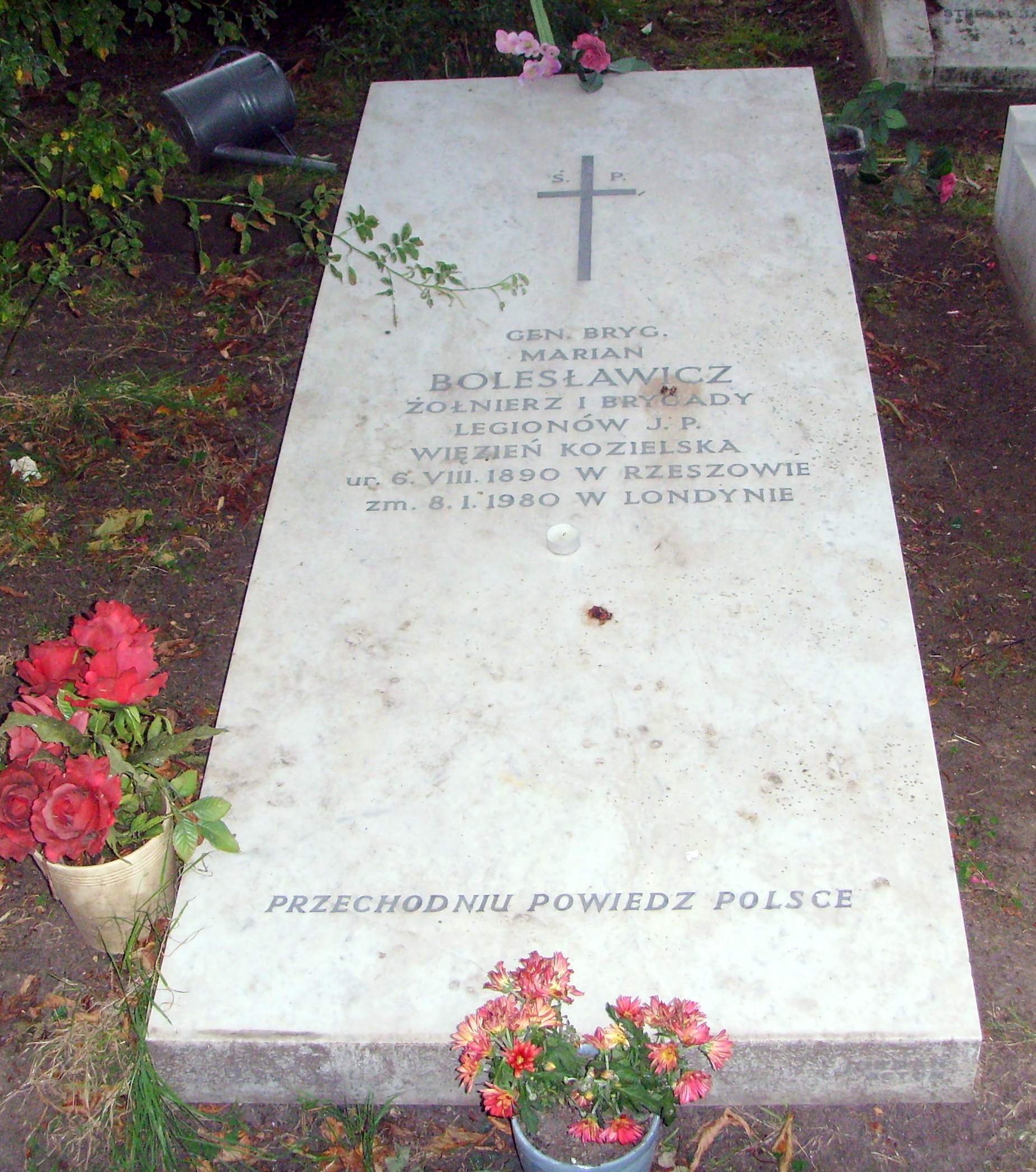
Grób Mariana Bolesławicza na cmentarzu Gunnersbury w Londynie

We wrześniu 1921 roku ukończył I Kurs Normalny Wyższej Szkoły Wojennej, otrzymał „pełne kwalifikacje do służby na stanowiskach Sztabu Generalnego” i przydział do Dowództwa Okręgu Korpusu Nr I w Warszawie na stanowisko zastępcy szefa sztabu. 3 maja 1922 roku został zweryfikowany w stopniu podpułkownika ze starszeństwem z dniem 1 czerwca 1919 roku i 36. lokatą w korpusie oficerów artylerii. 
17 maja 1922 roku odznaczono go orderem wojskowym „Virtuti Militari" V klasy.  
W październiku 1924 roku przeniesiony został do Oddziału IV Sztabu Generalnego, w którym powierzono mu obowiązki wojskowego komisarza kolejowego. 1 grudnia 1924 roku awansował na pułkownika ze starszeństwem z dniem 15 sierpnia 1924 roku i 7. lokatą w korpusie oficerów artylerii.
W listopadzie 1925 roku objął dowództwo 27 pułku artylerii polowej we Włodzimierzu. Z dniem 31 października 1926 roku wyznaczony został na stanowisko szefa sztabu Dowództwa Okręgu Korpusu Nr V w Krakowie. Po dwóch latach praktyki sztabowej, w grudniu 1928, wyznaczony został na stanowisko szefa Oddziału IV Sztabu Głównego. 5 lutego 1930 został mianowany zastępcą dowódcy Okręgu Korpusu Nr V w Krakowie. Po reorganizacji został pomocnikiem dowódcy Okręgu Korpusu Nr V w Krakowie. 30 października 1935 roku mianowany został pomocnikiem dowódcy Okręgu Korpusu Nr IV w Łodzi. 5 lipca 1939 oddany został do dyspozycji dowódcy okręgu, gen. bryg. Wiktora Thommée, a 5 sierpnia tego roku został jego drugim zastępcą.
Z chwilą rozpoczęcia kampanii wrześniowej objął stanowisko dowódcy etapów Armii „Łódź”. Od 13 września kierował obroną rejonu Dorohusk-Włodzimierz-Kowel. Dostał się do niewoli radzieckiej i był więziony do sierpnia 1941 roku, w tym w obozie jenieckim NKWD w Griazowcu. Od września 1941 roku do maja 1942 roku dowodził 9 Dywizją Piechoty Polskich Sił Zbrojnych w ZSRR. W następnym miesiącu został zastępcą komendanta Ośrodka Zapasowego. Następnie był dowódcą Bazy i Etapów Armii Polskiej na Wschodzie. W lipcu 1943 roku rozpoczął służbę w Dowództwie Jednostek Wojskowych w Wielkiej Brytanii, a w listopadzie tego roku przeniesiony został do Sztabu Naczelnego Wodza w Londynie. Od stycznia 1945 roku do września 1946 był członkiem Wojskowego Trybunału Orzekającego. Po demobilizacji Polskich Sił Zbrojnych na Zachodzie wstąpił do Polskiego Korpusu Przysposobienia i Rozmieszczenia. Osiedlił się w Londynie.
W marcu 1958 roku został powołany przez Prezydenta RP na Uchodźstwie do składu drugiej Rady Rzeczypospolitej Polskiej. Prezydent RP na Uchodźstwie August Zaleski mianował go honorowym generałem brygady ze starszeństwem z dniem 15 sierpnia 1962 roku.
Był prezesem łódzkiego okręgu wojewódzkiego Ligi Obrony Powietrznej i Przeciwgazowej (1938) oraz osadnikiem wojskowym w osadzie Owadno, gmina Werba, na Wołyniu.
Zmarł 9 stycznia 1980 roku w Londynie. Pochowany został na cmentarzu Gunnersbury.

## Ordery i odznaczenia
- Krzyż Srebrny Orderu Wojskowego Virtuti Militari nr 7501 (17 maja 1922)[26][27]
- Krzyż Komandorski z Gwiazdą Orderu Odrodzenia Polski
- Krzyż Niepodległości (20 stycznia 1931)[28]
- Krzyż Oficerski Orderu Odrodzenia Polski (1928)[29][30]
- Krzyż Walecznych (czterokrotnie (po raz 1 i 2 w 1922)[31]
- Złoty Krzyż Zasługi (dwukrotnie: po raz pierwszy 10 listopada 1928[32][33])
- Medal Pamiątkowy za Wojnę 1918–1921[34]
- Medal Dziesięciolecia Odzyskanej Niepodległości[34]
- Odznaka „Za wierną służbę”[35]
- Odznaka Sztabu Generalnego Wojska Polskiego[35]
- Krzyż Komandorski Orderu Korony Rumunii (Rumunia)[36]